# Comitato Olimpico Ugandese

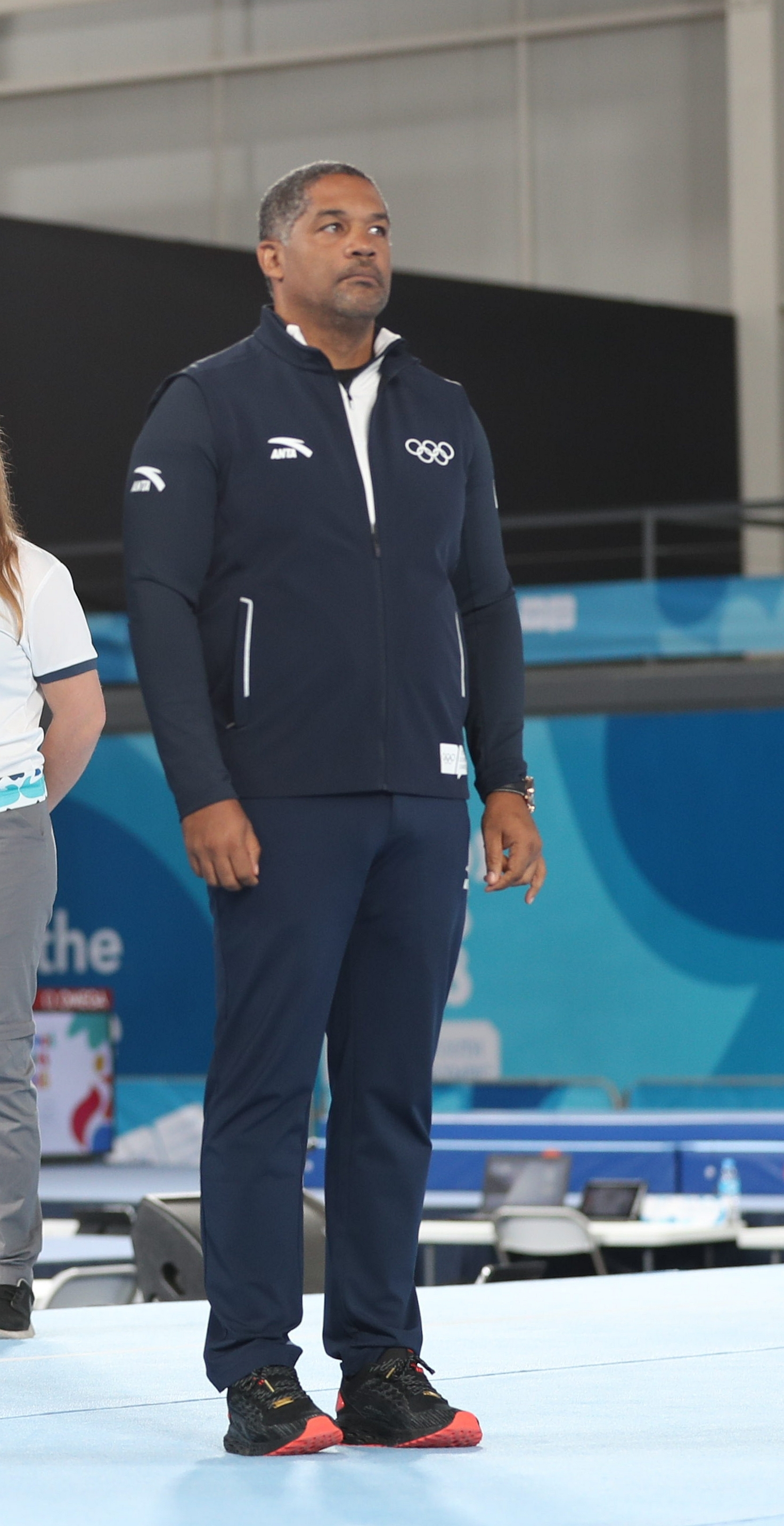
William Frederick Blick, 2018

Il Comitato Olimpico Ugandese (noto anche come Uganda Olympic Committee in inglese) è un'organizzazione sportiva ugandese, nata nel 1950 a Kampala, Uganda.
Rappresenta questa nazione presso il Comitato Olimpico Internazionale (CIO) dal 1956 ed ha lo scopo di curare l'organizzazione ed il potenziamento dello sport in Uganda e, in particolare, la preparazione degli atleti ugandesi, per consentire loro la partecipazione ai Giochi olimpici. L'organizzazione è, inoltre, membro dell'Associazione dei Comitati Olimpici Nazionali d'Africa.
L'attuale presidente dell'associazione è William Frederick Blick, mentre la carica di segretario generale è occupata da Peninnah Kabenge.